# Səkinə Axundzadə
Sakina Akhundzada (in azero Səkinə Axundzadə; Quba, 1865 – Quba, 1927) è stata la prima drammaturga donna nota nella letteratura azera.

## Biografia

### Insegnamento

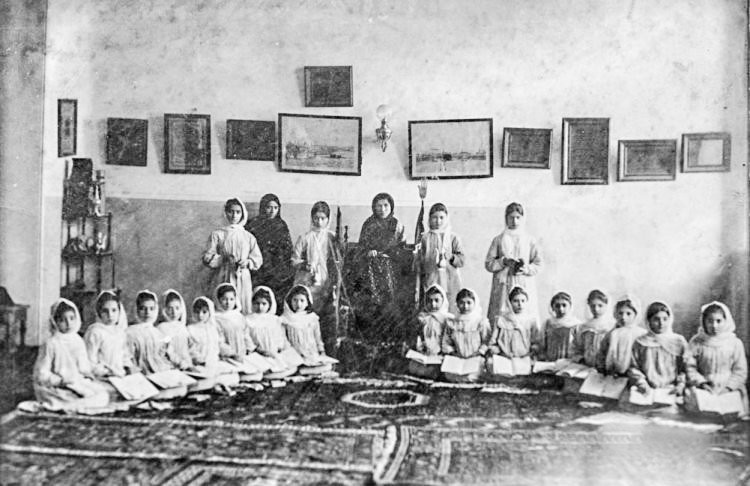
Akhundzada con le alunne del collegio musulmano laico femminile di Baku

Sakina Akhundzada fu istruita in casa da suo padre, che era un poeta che scriveva sotto lo pseudonimo di Fada. I suoi futuri tentativi di fondare un'istruzione secolare a Quba si conclusero tragicamente, perché dei fanatici religiosi per rappresaglia uccisero il marito di Akhundzada. Lei stessa fuggì a Baku (l'odierna capitale dell'Azerbaigian), dove divenne una delle prime insegnanti del Collegio russo musulmano femminile intitolato all'imperatrice Alexandra, fondato nel 1901, dove insegnò azero, letteratura e religione. Ciò rappresentò una tappa significativa, in quanto l'istituto fu la prima scuola laica per ragazze musulmane in tutto l'impero russo. Ne fu possibile l'apertura grazie al finanziamento del magnate azero del petrolio Zeynalabdin Taghiyev, e si dice che la scuola abbia preso il nome da una lettera da lui scritta alla zarina Alexandra. Anche il teatro locale fu finanziato da Taghiyev.

### Teatro
Akhundzada iniziò la sua carriera come drammaturga fondando un club di recitazione nell'istituto in cui lavorava e adattando le sue opere negli spettacoli teatrali studenteschi. La sua prima commedia intitolata Elmin manfaati ("Il beneficio della scena") fu messa in scena per la prima volta nel 1904. Incoraggiata dal successo della performance, Akhundzada continuò a scrivere altre opere teatrali, tra le quali Hagg soz aji olar ("La verità fa male") e Galin va gayinana ("Figlia e suocera"). Nel 1901 Baku aveva visto calcare le scene le prime attrici donne senza veli; in seguito a un approccio più liberale da parte del governo zarista, nel 1911 si iniziarono a vedere libertà come la prima rivista scritta da e per le donne. Sakina sarebbe stata riconosciuta come la prima drammaturga femminista con molte delle sue opere che trattavano della difficile situazione delle donne azere.
Nel 1911, Huseyn Arablinski mise in scena il remake di Akhundzada dell'opera teatrale di Namık Kemal Zavallı çocuk (Bakhtsiz ushag in azero, "Il ragazzo sfortunato"), che presto iniziò ad essere rappresentata in teatri amatoriali al di fuori del Caucaso. Continuò a lavorare con Arablinski fino alla sua morte nel 1919, così come con Abbas Mirza Sharifzadeh tra il 1917 e il 1922. Infine, nel 1917, Zulmun natijasi ("Le conseguenze del male" di Akhundzada, basato sull'opera Lakmé di Léo Delibes) fu messo in scena al Teatro Taghiyev di Baku (oggi Teatro statale della commedia musicale dell'Azerbaigian). La messinscena fu un grande successo e rese famosa Akhundzada, portandola a essere riconosciuta come la prima drammaturga azera della storia.

### Narrativa e poesia
Sakina Akhundzada era anche nota per aver scritto opere di narrativa. Nel 1918 pubblicò il suo romanzo Shahzadeh Abulfaz va Rana khanim. Il romanzo conteneva anche versi poetici composti da 260 emistici.